# 多宝镇
多宝镇是湖北省天门市的一个镇，位于市西部，江汉平原北部。

## 简史
清朝雍正年间设县丞。1916年设县佐，属京山县。1948年为天京潜县第二区。1949年归为潜江县第九区。1955年隶属天门县，后改建为人民公社。1987年改为多宝镇。 

## 区划
辖36个村委会和多宝居委会。
拖市镇，是中华人民共和国湖北省天门市下辖的一个乡镇级行政单位。

## 行政区划
拖市镇下辖以下地区：
多宝社区、江汉村、明星村、边湾村、罗垸村、汉井村、雷丰村、双桥村、四房村、中原村、罗汉村、团结村、郑场村、张李村、文湖村、甘露村、革新村、曾岭村、沈场村、庙湾村、公益村、聂桥村、刘夏村、杨湾村、田垸村、向湾村、张场村、江雄村、彭场村、严老村、李花村、聂场村、新滩村、乔王村、鲍咀村、兴场村、红土地村、三峡村、农队村和沿江渔场村。